# Raïon de la Srednekan
Le raïon de la Srednekan (en russe : Среднека́нский райо́н, Srednekanski raïon) est une subdivision administrative (raïon) et une municipalité (okroug municipal) de l'oblast de Magadan, en Russie. Situé dans le nord-est de l'oblast, le raïon fait partie de la Kolyma, une région d'Extrême-Orient russe. Son centre administratif est la commune urbaine de Seïmtchan, et il compte en tout 4 localités. Sa population s'élevait à 2 182 habitants en 2023.

## Localités
Il y a 4 localités dans le raïon,.
| Liste des localités | Liste des localités | Liste des localités | Liste des localités         |
| N°                  | Localité            | Statut              | Population Recensement 2021 |
| ------------------- | ------------------- | ------------------- | --------------------------- |
| 1                   | Balygytchan         | village             | 2                           |
| 2                   | Verkhni Seïmtchan   | village             | 116                         |
| 3                   | Kolymskoïe          | village             | 4                           |
| 4                   | Seïmtchan           | commune urbaine     | 2109                        |